# Chrysiptera biocellata
Chrysiptera biocellata is een straalvinnige vissensoort uit de familie van rifbaarzen of koraaljuffertjes (Pomacentridae). De wetenschappelijke naam van de soort is voor het eerst geldig gepubliceerd in 1825 door Jean René Constant Quoy en Paul Gaimard. De soort werd ontdekt bij Guam op de expeditie van de Franse korvetten l'Uranie en la Physicienne van 1817-1820.
Deze kleine vis dankt zijn naam aan de twee opvallende vlekjes op het achterlijf aan de basis van de rugvin.